# Šatnář

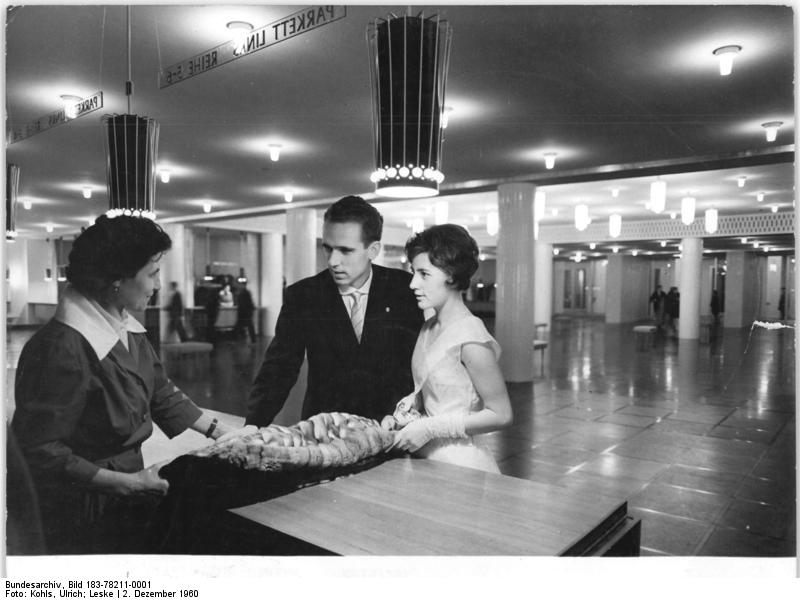
Fotka z roku 1960 ukazuje německou šatnářku která příjmá oděv od návštevníků

Šatnář nebo častěji žena – šatnářka je osoba, která přijímá od návštěvníků v divadlech, kinech a dalších obdobných zařízeních jejich svrchní oděv do úschovy v šatně a při odchodu jim jej opět vydává. Tato profese nevyžaduje žádné specifické vzdělání a často ji vykonávají důchodci či studenti.